# 范階
范階（1517年—？），字景志，號惠泉，山東萊州府膠州即墨縣人，軍籍，明朝政治人物。

## 生平
嘉靖二十二年（1543年）癸卯科山東鄉試第十八名舉人。嘉靖二十三年（1544年）中式甲辰科會試第八十名，登第二甲第八十七名進士。授户部主事，官至郎中，榷税浒墅鈔關。

## 家族
曾祖范清；祖父范能；父范鷴。前母王氏；繼母劉氏；生母陳氏。慈侍下。